# Штоссель, Мартина
Мартина Штоссель Муслера (исп. Martina Stoessel Muzlera; 21 марта 1997, Буэнос-Айрес, Аргентина) — аргентинская актриса, певица и танцовщица, получившая известность благодаря роли Виолетты в диснеевском сериале «Виолетта».

## Биография
Мартина Штоссель родилась в Аргентине в семье Алехандро Штосселя, директора программы «Baila Conmigo Paraguay», и Марианы Муслеры. Есть старший брат Франсиско Штоссель. Родилась 21 марта 1997 года. С раннего возраста Мартина играет на пианино, танцует, поет. Любимый школьный предмет — история. Также в одном из интервью Мартина рассказывала, что не любит мяту. В 2011 году записала песню «Tu Resplandor», которая вошла в альбом «Disney Princess».

## Карьера
Мартина Штоссель сыграла главную роль в сериале «Виолетта». Съемки сериала начались 27 сентября 2011 года, а 14 мая 2012 года состоялась премьера сериала в Латинской Америке и Италии. За месяц до премьеры «Виолетты» на канале «Disney» в передаче «Zapping Zone» дебютировал клип на песню «En Mi Mundo», исполненной Штоссель, который стал главной темой сериала. В 2013 году получила премию «Мартин Фиерро», а также была номинирована на премию Nickelodeon Argentina Kids' Choice Awards (в категории «лучшая латиноамериканская актриса») и стала обладательницей премии Kids' Choice Awards Argentina.
В 2011 году Штоссель было предоставлено право на запись испанской версии песни «The Glow» («Tu Resplandor»), оригинал которой исполняет певица Шеннон Сондерс. Песня вошла в альбом «Disney Princess: Fairy Tale Songs».Кроме того в 2012 году в качестве заглавного сингла (1 саундтрека) к «Виолетте» была выпущена песня «En Mi Mundo» («В моём мире») и песни с Пабло Эспиноса «Tienes Todo» и Лодовикой Комелло «Junto a Ti».
В 2013 году вместе с Лодовика Комелло участвовала в итальянском дубляже мультфильма «Университет монстров». В этом же году исполнила песню All’alba Sorgerò (Let It Go) королевы Эльзы в титрах итальянской локализации диснеевского мультфильма «Холодное сердце»
21 августа 2015 года подписала контракт с лейблом «Hollywood Records» для записи своего сольного альбома «TINI». Песни в альбоме на испанском и английском языке. Некоторые из них исполнены вместе с Хорхе Бланко.
4 мая 2016 вышел фильм «Тини: Новая жизнь Виолетты» со Штоссель в главной роли.
В 2016 году вышел первый сольный альбом «Tini». В апреле 2016 вышел клип на песню «Siempre Brillaras», в мае — «Losing The Love», в июле — «Great Escape». Дебютный альбом Штоссель получил «платиновую» и «золотую» сертификацию в Аргентине. Количество продаж в мире составило 100 тысяч.
18 марта 2017 года начался первый тур Штоссель «Got me started». 14 июля — премьера песни «It’s a lie», совместно с британской группой The Vamps. В октябре выпустила песню «Te quiero mas» с певцом Nacho.
В сентябре 2018 года вошла в состав жюри «La voz: Argentina»
В 2018 году выпустила второй сольный альбом «Quiro Volver», тогда же стартовал тур под тем же названием. Появилась на премии «Latin American Music Awards», где исполнила совместно с Alvaro Soler и FLO RIDA ремикс на песню «La cintura».
В 2020 году 4-го декабря выпустила третий студийный альбом «TINI TINI TINI». 21 мая 2022 года в поддержку третьего альбома отправилась в тур «TINI TOUR».
30 мая 2022 года состоялась премьера песни Кристины Агилеры в сотрудничестве с Тини.

## Фильмография
| Год  |    | Русское название               | Оригинальное название             | Роль              |
| ---- | -- | ------------------------------ | --------------------------------- | ----------------- |
| 2012 | с  | Виолетта                       | Violetta                          | Виолетта Кастильо |
| 2013 | мф | Университет монстров           | Monsters University               | Керри Уилльямс    |
| 2016 | ф  | Тини: Новая жизнь Виолетты     | Tini - El gran cambio de Violetta | Виолетта Кастильо |
| 2017 | с  | Я Луна                         | Soy Luna                          | В роли себя/Тини  |
| 2019 | мф | Ugly dolls. Куклы с характером | Ugly dolls                        | Мокси / Moxy      |
| 2025 | с  | Пропавшая девушка              | Lost girl                         | роль / ориг. роль |

## Дискография

### Студийные альбомы (сольные)
| Название                | Информация                                                                             |
| ----------------------- | -------------------------------------------------------------------------------------- |
| TINI (Martina Stoessel) | - Релиз: 29 апреля 2016 - Лейбл: Hollywood Records - Формат: Цифровая дистрибуция, CD  |
|                         | - Релиз: 12 октября 2018 - Лейбл: Hollywood Records - Формат: Цифровая дистрибуция, CD |
|                         | - Релиз: 3 декабря 2020 - Лейбл: Hollywood Records - Формат: Цифровая дистрибуция, CD  |

### Синглы с сольных альбомов
| Год  | Название                                           | Альбом                    |
| ---- | -------------------------------------------------- | ------------------------- |
| 2016 | «Born to Shine» \| «Siempre Brillarás»             | «TINI (Martina Stoessel)» |
| 2016 | «Great Escape» \| «Yo Me Escaparé»                 | «TINI (Martina Stoessel)» |
| 2016 | «Got Me Started» \| «Ya No Hay Nadie Que Nos Pare» | «TINI (Martina Stoessel)» |
| 2016 | «Si Tu Te Vas»                                     | «TINI (Martina Stoessel)» |
| 2017 | «Te Quiero Más (feat. Nacho)»                      | «Quiero Volver»           |
| 2017 | «Princesa (feat. Karol G)»                         | «Quiero Volver»           |
| 2017 | «Consejo de Amor (feat. Morat)»                    | «Quiero Volver»           |
| 2017 | «Quiero Volver (feat. Sebastian Yatra)»            | «Quiero Volver»           |
| 2017 | «Por Que Te Vas (feet. Cali Y El Dandee)»          | «Quiero Volver»           |
| 2019 | «22 (feat. Greeicy)»                               | «TINI TINI TINI»          |
| 2019 | «Suéltate El Pelo»                                 | «TINI TINI TINI»          |
| 2019 | «Fresa (feat. Lalo Ebratt)»                        | «TINI TINI TINI»          |
| 2019 | «Oye (feat Sebastián Yatra)»                       | «TINI TINI TINI»          |
| 2020 | «Recuerdo feat. Mau y Ricky)»                      | «TINI TINI TINI»          |
| 2020 | «Ella Dice (feat. Khea)»                           | «TINI TINI TINI»          |
| 2020 | «Duele (feat. John C)»                             | «TINI TINI TINI»          |
| 2020 | «Un Beso en Madrid (feat. Alejandro Sanz)»         | «TINI TINI TINI»          |
| 2020 | «Te Olvidaré»                                      | «TINI TINI TINI»          |

### Студийные альбомы (сериал «Виолетта»)
| Название             | Информация                                                                              |
| -------------------- | --------------------------------------------------------------------------------------- |
| Violetta             | - Релиз: 5 июня 2012 - Лейбл: Walt Disney Records - Формат: Цифровая дистрибуция, CD    |
| Cantar es lo que soy | - Релиз: 23 ноября 2012 - Лейбл: Walt Disney Records - Формат: Цифровая дистрибуция, CD |
| Hoy somos más        | - Релиз: 11 июня 2013 - Лейбл: Walt Disney Records - Формат: Цифровая дистрибуция, CD   |
| Violetta en Vivo     | - Релиз: 28 ноября 2013 - Лейбл: Walt Disney Records - Формат: Цифровая дистрибуция, CD |
| Gira mi canción      | - Релиз: 18 июля 2014 - Лейбл: Walt Disney Records - Формат: Цифровая дистрибуция, CD   |
| Crecimos Juntos      | - Релиз: 20 марта 2015 - Лейбл: Walt Disney Records - Формат: Цифровая дистрибуция, CD  |

### Музыкальные видеоклипы
| Год  | Название                                                             |
| ---- | -------------------------------------------------------------------- |
| 2011 | «Tu Resplandor»                                                      |
| 2012 | «Entre Tú y Yo» (при участии Pablo Espinosa)                         |
| 2012 | «En Mi Mundo»                                                        |
| 2012 | «Tienes Todo» (при участии Pablo Espinosa)                           |
| 2012 | «Te Creo»                                                            |
| 2012 | «Habla Si Puedes»                                                    |
| 2012 | «Junto a Ti» (при участии Lodovica Comello)                          |
| 2012 | «Ven y Canta» (при участии каста сериала «Виолетта»)                 |
| 2012 | «Ser Mejor» (при участии каста сериала «Виолетта»)                   |
| 2012 | «Nel Mio Mondo»                                                      |
| 2013 | «Hoy Somos Más»                                                      |
| 2013 | «Euforia» (при участии каста сериала «Виолетта»)                     |
| 2013 | «Código Amistad» (при участии Lodovica Comello и Candelaria Molfese) |
| 2013 | «On Beat» (при участии каста сериала «Виолетта»)                     |
| 2013 | «Cómo Quieres»                                                       |
| 2013 | «Algo Se Enciende» (при участии каста сериала «Виолетта»)            |
| 2013 | «Nuestro Camino» (при участии Jorge Blanco)                          |
| 2013 | «Si Es Por Amor» (при участии Mercedes Lambre)                       |
| 2013 | «Soy Mi Mejor Momento»                                               |
| 2013 | «Esto No Puede Terminar» (при участии каста сериала «Виолетта»)      |
| 2013 | «Libre Soy»                                                          |
| 2013 | «All’Alba Sorgerò»                                                   |
| 2014 | «Il Mio Migliore Momento»                                            |
| 2014 | «En Gira» (при участии каста сериала «Виолетта»)                     |
| 2014 | «Supercreativa»                                                      |
| 2014 | «Friends 'till the End» (при участии каста сериала «Виолетта»)       |
| 2015 | «Abrázame y Verás» (при участии Jorge Blanco)                        |
| 2015 | «Crecimos Juntos» (при участии каста сериала «Виолетта»)             |
| 2016 | «Siempre Brillarás»                                                  |
| 2016 | «Born to Shine»                                                      |
| 2016 | «Yo Te Amo a Tí» (при участии Jorge Blanco)                          |
| 2016 | «Losing the Love»                                                    |
| 2016 | «Great Escape»                                                       |
| 2016 | «Yo Me Escaparé» (Лирическое видео)                                  |
| 2016 | «Yo Me Escaparé» (Танцевальное видео)                                |
| 2016 | «Got Me Started»                                                     |
| 2017 | «Ya No Hay Nadie Que Nos Pare» (при участии Sebastián Yatra)         |
| 2017 | «Finders Keepers» (Танцевальное видео)                               |
| 2017 | «Si Tú Te Vas»                                                       |
| 2017 | «Todo Es Posible» (David Bisbal при участии TINI)                    |
| 2017 | «All You Gotta Do» (Живое исполнение)                                |
| 2017 | «Somos El Cambio» (при участии Odino Faccia)                         |
| 2017 | «Ya No Hay Nadie Que Nos Pare»                                       |
| 2017 | «Te Quiero Más» (при участии Nacho)                                  |
| 2017 | «Te Quiero Más» (при участии Nacho) (Лирическое видео)               |
| 2018 | «Princesa» (при участии Karol G)                                     |
| 2018 | «Consejo de Amor» (при участии Morat)                                |
| 2018 | «La Cintura (Remix)» (Alvaro Soler при участии Flo Rida и TINI)      |
| 2018 | «Quiero Volver» (при участии Sebastián Yatra)                        |
| 2018 | «Lo Malo (Remix)» (Aitana и Ana Guerra при участии Greeicy и TINI)   |

## Награды и номинации
| Год  | Награда                       | Категория                         | Работа   | Результат |
| ---- | ----------------------------- | --------------------------------- | -------- | --------- |
| 2012 | Kids' Choice Awards Argentina | Женщина-новичок                   | Виолетта | Победа    |
| 2013 | Kids' Choice Awards Argentina | Любимая телевизионная актриса     | Виолетта | Номинация |
| 2013 | Kids' Choice Awards           | Любимая латинская исполнительница | Виолетта | Номинация |
| 2013 | Martín Fierro Awards          | Женщина-новичок                   | Виолетта | Победа    |
| 2014 | Kids' Choice Awards Colombia  | Женщина-новичок                   | Виолетта | Победа    |
| 2016 | MTV Europe Music Awards       | Лучшая латиноамериканская работа  | Своя     | Номинация |